# NGC 1333
NGC 1333 je refleksijska maglica u zviježđu Perzeju. 

## Vanjske poveznice
- SEDS: NGC 1333